# Concepción Villafuerte Blanco
Concepción Villafuerte Blanco (San Cristóbal de Las Casas, México, 6 de marzo de 1946 - San Cristóbal de Las Casas, México, 1 de mayo de 2022) fue una periodista mexicana. Fue fundadora y directora del diario Hoy y de la publicación La Foja Coleta. También fue codirectora del diario El Tiempo junto a su esposo, el periodista Amado Avendaño Figueroa.

## Primeros años
María Concepción Esperanza Villafuerte Blanco nació el 6 de marzo de 1946 en San Cristóbal de Las Casas, Chiapas. Es hija de Esperanza Blanco, quien la nombró en honor a Concepción Acevedo de la Llata, acusada y posteriormente absuelta por presuntamente participar en el asesinato del presidente electo de México, Álvaro Obregón en 1928. Estudió la primaria en la Escuela Josefa Ortiz de Domínguez del barrio del Cerrillo, posteriormente se tituló como auxiliar en contabilidad. Durante su juventud vivió en Tuxtla Gutiérrez y en Ciudad de México. Se casó con Amado Avendaño Figueroa en 1967 y tuvo seis hijos.

## Trayectoria periodística
En 1968 su esposo, Amado Avendaño, fundó el semanario El Tiempo, cuya primera edición fue publicada el 6 de febrero. Concepción Villafuerte colaboró con el periódico inicialmente como administradora. El semanario se caracterizó por enfocarse en noticias de Chiapas y por cubrir acontecimientos relacionados con los pueblos indígenas del estado. En 1978 asumió la dirección de El Tiempo mientras su esposo estudiaba una maestría en Ciudad de México. Avendaño Figueroa se reintegró al periódico en 1979 y el matrimonio empezó a dirigir la publicación en conjunto.
El 26 de julio de 1980 sufrieron un atentado, cuando cuatro personas dispararon contra su hogar. Concepción Villafuerte atribuyó el ataque al gobernador de Chiapas, Juan Sabines Gutiérrez, debido a la publicación en un medio de comunicación de Tuxtla Gutiérrez de una nota vinculando a familiares del gobernador con la tala ilegal de árboles. El 3 de noviembre de 1983 inició la publicación del diario Hoy, bajo la dirección de Concepción Villafuerte. La publicación se hizo en paralelo al semanario El Tiempo, que pasó a estar dirigido en su totalidad por Amado Avendaño. En 1989 cesó la publicación de Hoy, y el tiraje de El Tiempo pasó a ser de circulación diaria.
En enero de 1994 ocurrió el levantamiento zapatista, una rebelión marxista e indigenista orquestada por el Ejército Zapatista de Liberación Nacional (EZLN). El diario El Tiempo destacó por ser el primer medio de comunicación en conseguir entrevistar al líder de la insurrección, el subcomandante Marcos. Ese mismo año Amado Avendaño fue postulado por el Partido de la Revolución Democrática como candidato a gobernador de Chiapas. Tras su derrota en las elecciones estatales de 1994 fue nombrado «gobernador en rebeldía» por el EZLN. Durante ese periodo El Tiempo se especializó en publicar información sobre el movimiento neozapatista.
En septiembre de 1998 Concepción Villafuerte inició la publicación de La Foja Coleta, de circulación diaria. El nombre hace referencia a su extensión, de una sola foja, y a su ámbito de cobertura, enfocado en noticias locales de San Cristóbal de Las Casas, cuyo gentilicio es «coleto». La publicación se mantuvo activa hasta la muerte de Concepción Villafuerte. El 21 de abril de 2003 sufrió un segundo atentado en su domicilio. Villafuerte atribuyó el ataque al presidente municipal de San Cristóbal de Las Casas, Enoch Hernández Cruz, en respuesta a la publicación de un fraude millonario en las cuentas del municipio.

## Muerte
El 30 de abril de 2022 fue internada en el Hospital de las Culturas de San Cristóbal de Las Casas a consecuencia de un infarto. Falleció en la tarde del día posterior, 1 de mayo de 2022.